# وولفجانج كرول
وولفجانج كرول (26 أغسطس 1899 - 12 أبريل 1971) عالم رياضيات ألماني قدم مساهمات أساسية في الجبر التبادلي ، وقدم مفاهيم أصبحت الآن مركزية في علم الجبر ويعد من اهم علماء الرياضيات في القرن العشرين.
ولد كرول في بلدية بادن بادن. ودرس في جامعات فرايبورغ وروستوك ثم جامعة غوتينغن من 1919-1921 ،  حيث حصل على الدكتوراه تحت إشراف ألفريد لوي . عمل كمدرس وأستاذ في فرايبورغ ثم أمضى عقدًا في جامعة إرلنغن نورنبيرغ . في عام 1939 اصبح كرول رئيس جامعة بون الالمانية حيث مكث بقية حياته هناك. وكان وولفجانج كرول عضوًا في الحزب النازي ومعادي لليهود والصهيونية.
من بين طلابه البالغ عددهم 35 طالبًا ويلفريد براور وكارل أوتو شتور ويورغن نويكيرش .

## أنظر أيضا
- علم الرياضيات.

## المنشورات
- Krull، Wolfgang (1935)، Idealtheorie، Ergebnisse der Mathematik، Springer[5]
- Krull, Wolfgang (1999), Ribenboim, Paulo (ed.), Gesammelte Abhandlungen/Collected papers. Vol. 1, 2 (بالألمانية), Berlin: Walter de Gruyter & Co., ISBN:978-3-11-012771-3, MR:1711477, Archived from the original on 2023-02-11